# 우주왕복선 외부 연료 탱크

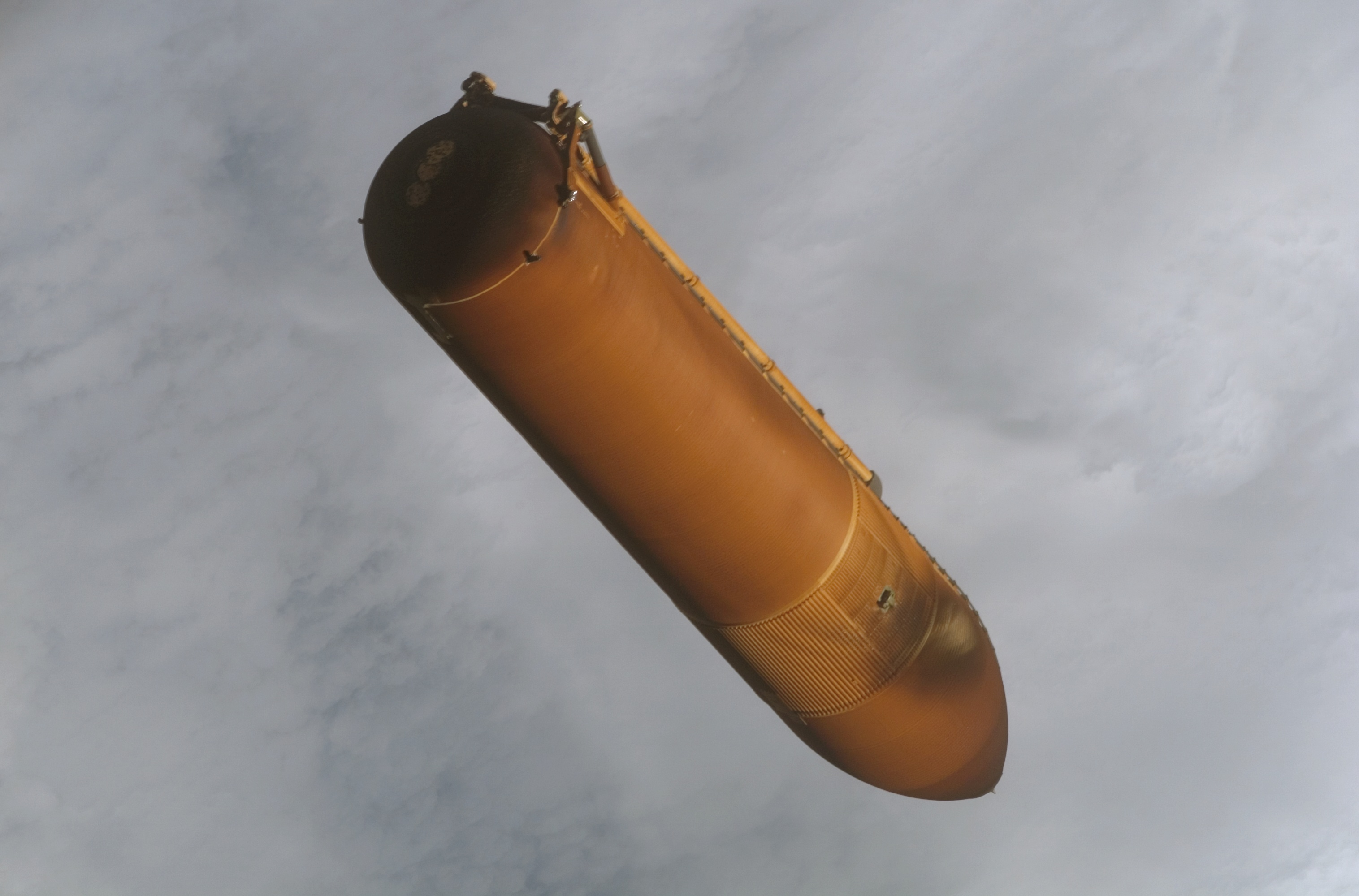
STS-115 당시 애틀랜티스 우주왕복선으로부터 분리, 낙하되는 외부 연료 탱크

우주왕복선 외부 연료 탱크(영어: Space Shuttle External Tank, 줄여서 ET)는 미국의 우주왕복선에 연료를 공급해 주는 연료 탱크이다. 처음의 두 우주왕복선 임무(STS-1, STS-2)때에는 주황색의 단열재가 흰색으로 덧칠해져 있었다. 그러나 STS-3부터는 덧칠을 하지 않아 주황색으로 보이게 되었고, 그만큼 유효 하중을 늘릴 수 있었다.

## 같이 보기
- 우주 발사 시스템